# Casalbore
Casàlbore è un comune italiano di 1 516 abitanti della provincia di Avellino in Campania.

## Geografia fisica
Il paese è situato nell'Appennino campano a 601 m s.l.m., in posizione dominante sulla valle del Miscano. L'altitudine minima del territorio comunale è di 249 m, mentre la massima è di 928 m.

## Storia

### Insediamenti di età preromana
Le testimonianze archeologiche più antiche nel territorio di Casalbore risalgono alla fase iniziale dell'Eneolitico: in particolare alla località Santa Maria dei Bossi sono state rinvenute diverse tombe ben arredate risalenti a un periodo compreso tra il 3 860 e il 3 360 a.C. (datazione al carbonio-14). Numerosi e svariati sono poi i reperti risalenti all'epoca sannitica, ossia dal VII fino alla fine del IV secolo a.C., periodo conclusivo delle guerre sannitiche. I materiali rinvenuti provengono sia dall'area delle necropoli, a nord, che dalle aree in prossimità dell'attuale centro abitato. L'appartenenza territoriale alla tribù sannitica degli Irpini è certa, poiché Tito Livio cita espressamente il transito di Annibale tra gli Irpini allorquando si portò da Arpi a Telesia evitando così di attraversare la colonia romana di Beneventum; con ogni probabilità fu in tale occasione che l'antica Casalbore fini distrutta.
Nella zona di Casalbore, situata nel settore settentrionale del Sannio irpino, si sono trovate inoltre vestigia risalenti al periodo dei primi contatti con gli antichi Romani: resti di "emporium" (con "doli", giare per derrate) poco distanti dalla grotta di San Michele ove passavano il tratturo e l'antica via Minucia; vasi di bronzo (tipo bracieri) e altri ruderi sul monte Calvello ove è la gola (valicaturo in dialetto irpino) che conduceva in Apulia; tracce di terme (stabilimenti di bagni), tombe con lacrimatoi, lucerne, idoletti, ecc. in contrada San Ferro. Di notevole interesse sono i resti di un tempio italico (databile al III-IV secolo a.C.), parte integrante dell'abitato. In detta zona furono pure notate diverse "fosse" a pareti lisce, profonde da 12 a 15 palmi (circa 3-4 metri), trattasi probabilmente di tombe. Anche in contrada Santa Maria dei Bossi furono trovate diverse tombe, con scheletri, armi, vasetti, idoletti e resti di terme. Gran parte dei reperti rinvenuti è in mostra nel museo archeologico di Ariano Irpino.

### Epoca romana
È probabile che l'antico centro sannitico-irpino fosse stato distrutto già al tempo delle guerre puniche; il devastante passaggio di Annibale in tale settore del territorio irpino è infatti espressamente documentato dagli antichi storici.
Quasi certamente l'insediamento, anche se spostatosi più a est, continuò però ad esistere anche dopo la conquista romana, favorito dal passaggio del tratturo Pescasseroli-Candela, percorso usato per le greggi per la transumanza, che lo attraversa in pieno. Possiamo dunque ipotizzare che verso la fine dell'Impero romano e l'avvento del Cristianesimo tale pagus si sia chiamato casal(is) Albulus ("casale bianco"). Non è neppure da escludere un possibile collegamento con il pagus Albanus, uno dei 22 villaggi (pagi) appartenenti ai Liguri Bebiani, trapiantati nella non lontana valle del Tammaro nel 181 a.C..
Secondo alcune ipotesi la citazione più antica conosciuta risalirebbe al 452 d.C., ripresa dalla vecchia platea della chiesa di Santa Sofia di Benevento che in Casalbore possedeva dei beni (la chiesa di Santa Maria dei Bossi e alcune terre le quali vi rimarranno fino al XVIII secolo). In essa si dice Ecclesia sanctae Mariae in Casali Albulo. Tuttavia recenti interpretazioni porterebbero a escludere che tale platea potesse far riferimento al V secolo, fermo restando che l'esistenza almeno di un vicus sembrerebbe comunque essere attestata da reperti archeologici.

### Alto Medioevo
Qualche secolo più tardi, con l'arrivo dei Longobardi e la nascita del ducato di Benevento, i cui confini si estendevano fino ad Ariano, la terra di Casalbore fu compresa in questa sfera di influenza politica e religiosa. Il II millennio fu caratterizzato da nuove invasioni, quelle dei Saraceni provenienti dall'Adriatico e volti a conquistare, saccheggiando e devastando chiese e villaggi, le terre verso Benevento. È in questo periodo che fu annesso alla terra di Casalbore un "Monte Saraceno", sede di un villaggio omonimo con castello (oggi contrada Pescolatorre).
Prima dell'anno Mille in territorio casalborese vi furono altre chiese, così come si evince dalla bolla pontificia di Pasquale II del 1102: "In Casali Alvulo (ecclesia) Sanctae Mariae et Sancti Ioannis Precursoris Domini". Quindi esisteva la chiesa di S. Giovanni, probabilmente distrutta durante le incursioni arabe, quando fu distrutto anche il "Casale" del Monte Saraceno (1268). Altro antico tempio cristiano è quello di San Michele Arcangelo, certamente non è anteriore al VI secolo poiché fu nel 525 d.C. che San Michele apparve sul monte Gargano.

### I Normanni e la nascita di Casalbore
I Normanni (north mann, cioè uomini del nord) originari della Scandinavia, dopo essere stati in Francia (911 d.C.) parteciparono alle Crociate, e un gruppo di cavalieri normanni, di ritorno dalla Terra santa si fermò in Italia (1017 d.C.). Tre anni dopo li troviamo ad Ariano e Troia, al servizio dei Bizantini che dominavano la Puglia. Ben presto essi riescono a spodestare i loro padroni, così Guglielmo Braccio di Ferro diviene conte di questa regione (1042). In seguito scacciano i Musulmani dalla Sicilia che diviene Regno normanno (1096). È in quest'epoca che sorge Casalbore, come entità autonoma e allora che sorse il suo castello e le sue mura.
La Chronica Volturnensis dice che furono i Normanni a iniziare la costruzione di castelli, dando il nome alla zona secondo il luogo: "castella ex villis aedificare coeperunt quibus ex locorum vocabulis nome indiderunt", ciò trova conferma nei documenti del tempo.
La data scolpita sul castello di Casalbore è quella del 1216, ma come dice il Cocozza, questa non è la data di costruzione precisa del maniero ma il periodo può essere quello e sta a dimostrare che la popolazione rurale della zona abbia preso parte attiva agli avvenimenti della storia normanna. Il conte Guglielmo divise le terre conquistate con altri 11 compagni, fra essi troviamo Gerardo di "Bonne Hebberg" a cui toccò una vasta zona: da Ariano ad Apice, Montefusco, Paduli, Monte Giove (monte Chiodo allora abitato), Alipergus (Buonalbergo), ecc.
Lo storico Tommaso Vitale afferma che la terra di Casalbore era compresa nella vasta contea di Ariano durante il dominio normanno e che nel 1272 era posseduta da un certo Bartolomeo. Faceva parte della stessa contea anche durante il successivo dominio della famiglia Sabrano. La contea di Buonalbergo fu una delle più potenti, ciò si deve anche all'alleanza del I conte Gerardo con il celebre Roberto il Guiscardo. Questi sposò la bella e infelice Alberada di Buonalbergo da cui nacque il famoso Boemondo, duca di Taranto e Antiochia, che partecipò alla prima crociata. A Gerardo successe Eriberto, poi Giordano (1110) e poi Ruggero (1125). Successivamente a questo periodo si svolgono grandi lotte tra il conte di Ariano e i re di Sicilia che personalmente vengono a combattere in queste zone. Nel 1164 signore di Casalbore è Alferio di Monte Saraceno. Guglielmo (duca di Puglia) è in lotta con Giordano (conte di Ariano, Casalbore, Buonalbergo), alleato del primo è Ruggero II di Sicilia. L'esercito pugliese-siciliano il 24 giugno 1122 distrugge Roseto. Due giorni dopo è al castello di Monte Giove (Monte Chiodo) che è messo a ferro e fuoco, come dice Falcone Beneventano. Giordano deve fuggire e quindi anche Casalbore fu perduta. Successivamente Giordano, morto il rivale, riconquistò le sue terre (1127). Cinque anni dopo il figlio Ruggero veniva fatto prigioniero e mandato in Sicilia con la moglie. In queste vicende troviamo Casalbore alle dipendenze del re di Sicilia sotto influsso pugliese ed è durante queste lotte che il suo castello diventa una vedetta militare tra Benevento e la Puglia.
Dopo il dominio normanno spuntano nuovi padroni stranieri: gli Svevi. Sotto il regno di Federico II, Casalbore fu data a Raimondo di Mohac (Modica de Mohac). In questo periodo si susseguirono dure lotte tra Svevi e Pontifici per la conquista della città di Benevento. Lo stesso Federico II era presente in zona, a Buonalbergo sotto la cui giurisdizione era Casalbore; dunque Casalbore era direttamente soggetta a Federico II. Certo doveva essere terra imperiale, ma poco fedele al ghibellinismo; infatti presto si manifesterà terra guelfo-papale. Dopo la morte di Federico II e la sconfitta di suo figlio Manfredi a Benevento da parte degli Angioini, tutta la contea di Ariano passò sotto il dominio di questi ultimi. Ma quando si seppe che Corradino di Svevia scendeva in Italia per far risorgere il ghibellinismo, tutti i Musulmani (che gli Svevi usavano per le lotte contro il papato) di Lucera ripresero le armi e saccheggiarono Sant'Eleuterio, Stornara ed il Casale di Monte Saraceno (nei pressi della contrada Pescolatorre).
La contea di Ariano, di cui faceva parte Casalbore, fu donata alla famiglia Sforza dalla regina angioina Giovanna II, nel 1417. In seguito, il re Alfonso di Aragona tolse questa contea agli Sforza, concedendola a Innico de Guevara, a cui succedeva il figlio Pietro che la perdeva al tempo della Congiura dei Baroni per opera di Ferdinando I.
Il feudo di Casalbore fu acquistato da Giovanbattista e Bartolomeo Caracciolo da re Alfonso di Aragona nel 1485.
L'ultimo discendente dei Caracciolo fu la marchesa Aurelia che aveva sposato il principe Sanseverino di Bisignano. Il figlio Tommaso ereditò il feudo e dopo di esso la proprietà passò al marchese Costa che aveva sposato la figlia di Tommaso. Successivamente il castello e parte del feudo vennero acquistati da Tommaso Gallo che ne era stato l'amministratore con il marchese Costa.
Nel territorio di Casalbore passava e passa tuttora il Regio Tratturo Pescasseroli-Candela, via di passaggio per la transumanza delle greggi. I pastori abruzzesi portavano in inverno le loro pecore nei pascoli caldi del Tavoliere delle Puglie, viceversa, terminata la stagione fredda, ritornavano in Abruzzo. Sul Regio Tratturo si esigeva il pedaggio, non solo per le greggi ma anche per generi di commercio, pedaggio che fu sospeso dal 1570 al 1595. Per incrementare il commercio, nel 1792 furono aboliti tutti i pedaggi del regno.

### Simboli
Nello stemma del comune di Casalbore sono raffigurati tre alberi, una torre e una
chiesa sormontati da una mezzaluna e cinque stelle.

## Monumenti e luoghi d'interesse

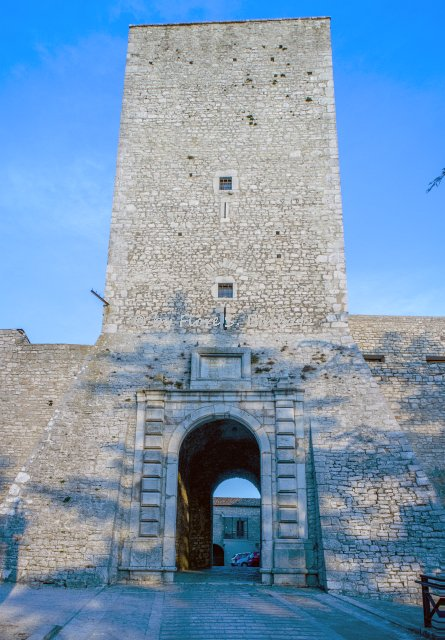
La Torre Normanna

### La Torre Normanna di Casalbore
Uno dei simboli del paese è la Torre Normanna di Casalbore, risalente al XII secolo: una lapide in travertino collocata sull'ingresso, con iscrizione latina, è datata 1216 il che conferma l'esistenza della torre fortezza nei primi anni del XIII secolo.
È possibile, quindi, che in epoca normanna siano stati realizzati sia il Castello con le sue mura sia il borgo adiacente.
L'interno della Torre è visitabile e mostra al primo livello un grande camino in muratura.
Il castello sorse in stile gotico: archi ogivali (acuti, alcuni esistono tuttora), finestrelle a bifora, merli. Nel Cinquecento fu trasformato dai Caracciolo. Vi erano quattro porte vere e proprie più una portella:
- a  ovest la Porta Beneventana con ponte levatoio;
- a est la Porta Vallone;
- a sud la Porta Fontana;
- a nord la Porta Carrara per il passaggio dei carri;
- a sud-est la Portella (attualmente via Maraviglia).

L'interno del castello era diviso in due "corti" (cortili), in uno dei quali (quello a Est) vi era il "Seggio" popolare per i giudizi della Corte Marchesale. Il Sobborgo o Borgo (a Ovest del castello) e la zona "Sotto la terra" erano fuori della cinta muraria.
Del primitivo impianto del castello restano due torri, quella principale e una più piccola posta nell'angolo sud-est del tracciato del muro di cinta che è visibile sui lati nord e sud. Una terza torre, demolita dopo il sisma del 1962, ubicata sul lato Nord, controllava il percorso del Regio tratturo.
Le sale del maniero ospitano il Museo dei Castelli.

### Grotta di San Michele

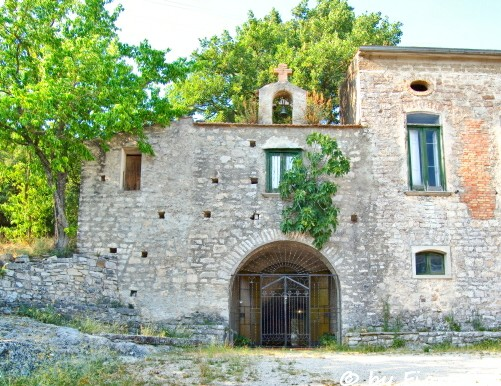
L'ingresso della grotta di San Michele Arcangelo

Situata a breve distanza dal centro abitato, questo luogo sacro è oggetto di culto religioso fin dall'epoca longobarda, nell'alto Medioevo. La grotta, con l'annessa cappella dell'Arcangelo, era infatti ubicata lungo due antiche direttrici: il tratturo Pescasseroli-Candela e la via Traiana, una strada consolare romana ancora in uso per tutto il medioevo. Durante l'anno si tengono due pellegrinaggi alla grotta, l'8 maggio e il 29 settembre.

### Area archeologica
In località Macchia Porcara, a valle del tratturo Pescasseroli-Candela e nei pressi di una sorgente, si trovano i resti del complesso di un santuario del III secolo a.C. usato forse per il culto della dea Mefite. Il tempio italico, di tipo etrusco-italico, è uno degli edifici più importanti dell'antico insediamento sannitico. Nella stessa area emergono anche molte tombe, alcune delle quali risalenti anche al VI secolo a.C. Le sepolture appartengono alla stessa facies culturale dell'area archeologica di Carife-Castel Baronia e risultano dunque profondamente influenzate da contaminazioni provenienti dall'area campana. Nell'ambito del territorio irpino, la cultura di Casalbore-Carife-Castel Baronia si distingue sia da quella più orientale di Monte Castello (Savignano Irpino)-Bisaccia (ove l'influsso preponderante è quello dauno, soprattutto nella ceramica), sia da quella meridionale e assai più conservativa di Cairano-Oliveto Citra.

## Società

### Evoluzione demografica
Abitanti censiti

### Lingue e dialetti
Accanto alla lingua italiana, a Casalbore è in uso una particolare varietà del dialetto irpino.

### Religione
Il territorio comunale è incluso nella forania Miscano-Fortore-Cervaro della diocesi di Ariano Irpino-Lacedonia.

## Cultura

### Musei

#### Museo dei Castelli
Le stanze del maniero di Casalbore ospitano, dal 2013, il Museo dei Castelli, un percorso didattico - espositivo dedicato ai castelli e alle fortificazioni della provincia di Avellino. Il Museo è nato grazie alla collaborazione tra l'associazione Terre di Campania e il comune di Casalbore e ospita al suo interno un laboratorio didattico dedicato al mondo dei castelli e del Medioevo.

## Economia

### Agricoltura
Fin dall'antichità le produzioni agroalimentari sono alla base dell'economia locale.
Fra i principali prodotti tipici si citano i cereali (frumento soprattutto) e l'olio DOP extravergine "Irpinia - Colline dell'Ufita", ricavato da olive della cultivar Ravece.

### Turismo

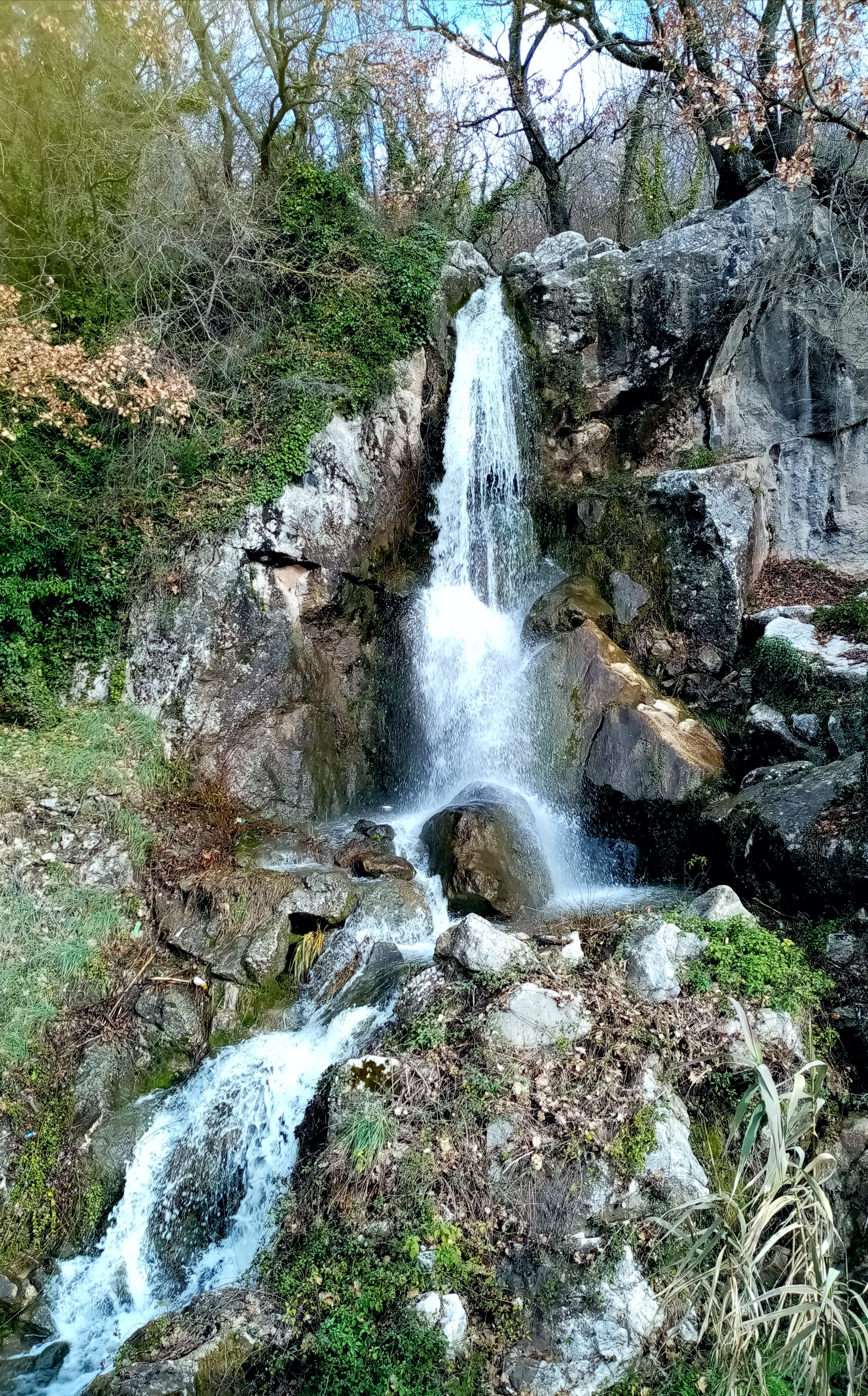
Una cascata naturale nelle immediate vicinanze del centro abitato

Il territorio comunale, popolato fin dall'epoca sannitica, è attraversato dal tratturo Pescasseroli-Candela (che qui disponeva di un ampio riposo) e dalla via Traiana, un'antica strada romana di cui restano tracce cospicue nel ponte di Santo Spirito (meglio noto come ponte del Diavolo) presso la conferenza dei torrente Ginestra nel fiume Miscano tra Casalbore e Montecalvo.
Tali direttrici ebbero notevole risalto durante tutto il medioevo, quando erano parte integrante della via Francigena; ciò ha permesso al comune di entrare a far parte del distretto turistico-religioso Viaticus nonché dell'Associazione Europea delle Vie Francigene.

## Infrastrutture e trasporti
Il territorio comunale è attraversato dalla strada statale 90 bis che consente i collegamenti con Benevento, Ariano Irpino e Foggia.

## Amministrazione
Il comune fa parte della Comunità montana dell'Ufita.

### Gemellaggi
- Vinovo, dal 2011

## Sport
A Casalbore attualmente militano 2 squadre di calcio dilettantistico, il Comprensorio Miscano (nato dalle basi della vecchia e storica Polisportiva Casalbore) e il Real Casalbore. La prima che ha per colori sociali il bianco - verde fa parte del campionato di prima categoria dopo 2 stagioni disputate con il risultato della salvezza. Il Real Casalbore invece ha per colori sociali il bianco - azzurro e disputa il campionato di terza categoria.